# Муртаза (Стерлібашевський район)
Муртаза́ (рос. Муртаза, башк. Мортаҙа) — присілок у складі Стерлібашевського району Башкортостану, Росія. Входить до складу Стерлібашевської сільської ради.
Населення — 165 осіб (2010; 194 в 2002).
Національний склад:
- башкири — 88%